# Léa Parker
Léa Parker es una serie francesa de 50 episodios de 52 minutos creada por Nicolas Durand-Zouky, Jean-Benoît Gillig y Jeanne Le Guillou emitida por la M6 en Francia y por Cuatro en España. Hay dos temporadas de esta serie.

## Sinopsis
Léa Parker es una agente de élite de la D.O.E., una célula secreta de la policía francesa.

## Actores
- Sonia Rolland: Léa Parker
- Luc Bernard: Maximilien Plastrone
- Julie Boulanger: Camille Parker
- Guillaume Gabriel: Nicolás
- Alexandre Le Provost: Alexandre « Alex»
- felipe Pérez: phil

Capítulos:
Primera temporada (2004) [editar]
```
   1. Grand Hotel
   2. Boxeo Tailandés
   3. Musicales
   4. Underground Casino
   5. Secuestrado
   6. Bait
   7. Virus
   8. La lista negra
   9. Despido
  10. Jade Serpent
  11. La Fac.
  12. The Rookie
  13. Alto voltaje
  14. Caos
  15. Traiciones
  16. Glorietas
  17. Raqueta
  18. Tráfico de lujo
  19. Revelations - Parte 1
  20. Revelations - Parte 2
```

Segunda temporada (2005-2006) [editar]
```
   1. Puente Nuevo
   2. Beautiful Night
   3. Falta de aliento
   4. Circo Ley
   5. Las Marianas
   6. Tráfico portuario
   7. Manipulaciones
   8. Falsificación de moneda
   9. Lucha ilegal
  10. Double jeu
  11. Mayor riesgo
  12. Inmersión
  13. Polla
  14. Solitaire
  15. Copia - Parte 1
  16. Copia - Parte 2
  17. Olas asesinas
  18. La ley del silencio
  19. La toma de rehenes
  20. Chinatown
  21. El Hipódromo
  22. Veneno mortal
  23. Chantaje
  24. En peligro de extinción
  25. Hotel de lujo
  26. Efecto Invernadero
  27. Entre la vida y la muerte
  28. Ballet
  29. Amenazas
  30. La llamada del corazón
```